# Alfa Volantis
Alfa Volantis (α Volantis, förkortat Alfa  Vol, α Vol) som är stjärnans Bayerbeteckning, är en dubbelstjärna belägen i den nordöstra delen av stjärnbilden Flygfisken. Den har en skenbar magnitud på 4,00 och är synlig för blotta ögat där ljusföroreningar ej förekommer. Baserat på parallaxmätning inom Hipparcosuppdraget på ca 26,1 mas, beräknas den befinna sig på ett avstånd på ca 125 ljusår (ca 38 parsek) från solen och anses ingå i Sirius superhop.

## Egenskaper
Primärstjärnan Alfa Volantis A är en blå till vit stjärna i huvudserien av spektralklass kA3hA5mA5 V. Den är en Am-stjärna och noteringen anger att stjärnans spektrum har den svaga Kalcium II K-linjen hos en A3-stjärna och väte- och metallinjerna hos en A5-stjärna. Den har en massa som är ca 1,9 gånger större än solens massa, en radie som är ca 1,9 gånger större än solens och utsänder från dess fotosfär ca 29 gånger mera energi än solen vid en effektiv temperatur på ca 8 200 K.
År 2010 var följeslagaren Alfa Volantis B separerad från primärstjärnan med 0,0318 bågsekunder vid en positionsvinkel av 286,9°. Magnitudskillnaden mellan de två komponenterna är 0,1.
År 1992 rapporterades att stjärnan hade ett överskott av infraröd strålning, vilket skulle tyda på närvaro av en kringliggande stoftskiva. Efterföljande observationer har dock inte bekräftat detta.